# Ionuț Mazilu
Ionuț Costinel Mazilu (Bucarest, 9 febbraio 1982) è un allenatore di calcio ed ex calciatore rumeno.
È un ex attaccante che giocava nella nazionale rumena.

## Palmarès

### Giocatore

#### Club
- Coppa di Romania: 1

Rapid Bucarest: 2006-2007

#### Individuale
- Capocannoniere del campionato rumeno: 1

2005-2006 (22 gol)